# Calliste syacou
Ixothraupis punctata
Espèce
Statut de conservation UICN

 LC  : Préoccupation mineure
Le Calliste syacou (Ixothraupis punctata) est une espèce d'oiseaux de la famille des Thraupidae.

## Répartition
Cet oiseau vit de manière disparate, d'une part le long de la côte est des Andes et le nord de l'Amazonie et le plateau des Guyanes de l'autre .

## Sous-espèces
D'après Alan P. Peterson, cette espèce est constituée des cinq sous-espèces suivantes :
- I. p. annectens Zimmer 1943 ;
- I. p. perenensis Chapman 1925 ;
- I. p. punctata (Linnaeus) 1766 ;
- I. p. punctulata (P.L. Sclater & Salvin) 1876 ;
- I. p. zamorae Chapman 1925.